# فاجعه چرنوبیل
فاجعهٔ اتمی چرنوبیل حادثه‌ای هسته‌ای بود که در ۲۶ آوریل ۱۹۸۶ (۶ اردیبهشت ۱۳۶۵) در رآکتور هسته‌ای شمارهٔ ۴ نیروگاه چرنوبیل، در نزدیکی شهر پریپیات در شمال جمهوری شوروی سوسیالیستی اوکراین از اتحاد جماهیر شوروی سوسیالیستی رخ داد. این فاجعه یکی از دو بحران هسته‌ای است که بر اساس مقیاس‌گر رویدادهای بین‌المللی هسته‌ای و رادیولوژیک، در گروه شمارهٔ ۷ (بالاترین مقیاس) طبقه‌بندی شده‌است. این درجه نشان‌دهندهٔ «حادثهٔ عظیم» است؛ به معنی «حادثهٔ دیگر در این مقیاس، حادثه اتمی فوکوشیما ۱ است. این موضوع از بدترین فجایع هسته‌ای در تاریخ، هم از نظر هزینه و هم از نظر تلفات، محسوب می‌شود.
این حادثه در جریان یک آزمایش ایمنی در یک رآکتور نوع آربی‌ام‌کی، که در شوروی رایج است، اتفاق افتاد. محتوای این آزمایش شبیه‌سازی قطعی برق الکتریکی بود. هدف از این آزمایش کمک به توسعهٔ یک روش ایمنی جهت تداوم گردش آب خنک‌کننده در صورت قطعی برق تا زمانی که ژنراتورهای پشتیبان بتوانند برق را تأمین کنند، بود. وقفهٔ بین قطعی برق و برقراری برق پشتیان حدود یک دقیقه بود. این شصت ثانیه به عنوان یک مشکل امنیتی بالقوه درنظر گرفته شده بود که می‌توانست باعث گرم شدن بیش از حد هستهٔ رآکتور شود. سه آزمون این چنینی از سال ۱۹۸۲ انجام شده بود اما هیچ‌کدام موفق به ارائه یک راه حل نشده بودند. در این تلاش چهارم، آزمون به مدت ۱۰ ساعت به تعویق افتاد، بنابراین شیفت عملیاتی که برای این آزمایش آموزش دیده بودند، حضور نداشتند. به همین دلیل سرپرست آزمایش موفق به پیروی از دستورالعمل اجرایی فرایند نشد و شرایط عملیاتی ناپایداری را ایجاد کرد که به همراه با نقص‌های ذاتی در طراحی آربی‌ام‌کی و غیرفعال بودن چندین سیستم ایمنی اضطراری، منجر به وقوع واکنش‌های زنجیره‌ای کنترل نشده گردید.
مقدار زیادی انرژی به‌طور ناگهانی آزاد شد و باعث بخار شدن آب خنک‌کننده‌ای شد که از قبل به شدت گرم شده بود. این اتفاق باعث شد که مخزن تحت فشار رآکتور در اثر یک انفجار بخاری مخرب به‌طور کامل از بین برود. این اتفاق بلافاصله با آتش‌سوزی سرباز در هستهٔ رآکتور ادامه پیدا کرد که در حدود ۹ روز آلاینده‌های هوایی رادیواکتیو قابل ملاحظه‌ای را وارد هوا کرد. این آلاینده‌ها قبل از اینکه در نهایت در ۴ مه ۱۹۸۶ به‌طور کامل کنترل شود، به قسمت‌هایی از اتحاد جماهیر شوروی و غرب اروپا منتقل شد. آلودگی منتشر شده از آتش‌سوزی با مقدار آلودگی‌ای که در اثر انفجار اول منتشر شد، برابر بود. سی و شش ساعت پس از حادثه، یک ناحیهٔ قرنطینهٔ ۱۰ کیلومتری با تخلیهٔ سریع ۴۹۰۰۰ نفر که عمدتاً از پریپیات بودند، ایجاد شد. شعاع این ناحیه پس از اینکه ۶۸۰۰۰ نفر دیگر نیز از منطقه‌ای وسیع تر تخلیه شدند، به سرعت به ۳۰ کیلومتر افزایش یافت. جهت کاهش انتشار آلودگی رادیواکتیو از مخروبه‌ها و محافظت از محل در برابر فرسایش بیشتر در اثر هوا، بقایای رآکتور شمارهٔ ۴ نیازمند یک حصار بود که به سرعت در طی ماه‌های بعد ساخته شد و تا دسامبر ۱۹۸۶ به پایان رسید.
این پناهگاه «تابوت سنگ آهکی»، حفاظت تشعشعاتی لازم برای خدمه‌های دیگر رآکتورهای سالم در نیروگاه، و امنیت لازم برای رآکتور شمارهٔ ۳ را فراهم کرد تا همچنان به تولید برق تا سال ۲۰۰۰ ادامه دهد. با توجه به ادامهٔ زوال تابوت سنگ آهکی، این حصار و رآکتور شمارهٔ ۴ در سال ۲۰۱۷ توسط حصار ایمنی جدید چرنوبیل مورد حفاظت قرار گرفت؛ محوطه‌ای بزرگتر که حذف تابوت سنگ آهکی و باقیمانده‌های رآکتور را، در حالی که آلاینده‌ها را همچنان در خود نگه می‌دارد، ممکن می‌سازد. در طول حادثه، انفجار بخاری باعث دو مرگ در داخل تأسیسات شد: یکی بلافاصله پس از انفجار و دیگری در اثر مقدار کشنده‌ای از تابش یوننده. در طی روزها و هفته‌های آینده، ۱۳۴ نفر از افراد مشغول به خدمت در این منطقه به دلیل مسمومیت پرتوی بستری شدند که ۲۸ نفر از آنها که آتش‌نشان و کارمند بودند، در طی ماه‌ها فوت کردند. در ۱۰ سال آینده، از این گروه تقریباً ۱۴ مرگ ناشی از سرطان ناشی از اشعه گزارش شد. در قالب جمعیت وسیع‌تر و در سال ۲۰۱۱، بیش از ۱۵ مرگ و میر در اثر سرطان تیروئید کودکان به ثبت رسید. به دلیل مواجههٔ مستقیم با آلودگی هوا و رادون، تعیین کل تلفات جانی ناشی از فاجعه چرنوبیل به‌طور مستقیم امکان‌پذیر نیست. معتبرترین پیش‌بینی‌ها، کل موارد مرگ و میر ناشی از آلاینده‌های چرنوبیل را از ۴۰۰۰ (زمانی که صرفاً سه کشور از کشورهای شوروی سابق آلوده شده بودند) تا ۹٬۰۰۰–۱۶٬۰۰۰ (زمانی که کل قارهٔ اروپا درگیر شد) ارزیابی می‌کنند. برای تعیین بیشترین خطر نسبی سرطان در میان گروه‌های درگیر، زمان و تحقیق بیشتری لازم است.
فاجعهٔ چرنوبیل، هم از لحاظ هزینه و هم از لحاظ تلفات، بدترین حادثهٔ هسته‌ای در تاریخ محسوب می‌شود. مبارزه برای محافظت در برابر خطراتی که بلافاصله پس از حادثه به‌وجود آمد و همچنین اقدامات در جهت پاکسازی محیط زیست، در نهایت بیش از نیم میلیون نفر پاکساز را درگیر کرد و تقریباً ۱۸ میلیارد روبل (حدود ۶۸ میلیارد دلار در سال ۲۰۱۹) هزینه دربرداشت. این حادثه موجب ارتقاء ایمنی در تمامی رآکتورهای آربی‌ام‌کی باقی مانده در شوروی شد. ۱۰ عدد از این رآکتورها تا کنون نیز فعال هستند.

## حادثه
در ۲۵ و ۲۶ آوریل ۱۹۸۶ متصدیان رآکتور برای انجام آزمایش قطعی برق، خنک‌کننده اضطراری هسته (ECCS) رآکتور را غیرفعال کردند (کندکننده‌های نوترون را از آن خارج کردند). هدف متصدیان از این آزمایش این بود که بدانند آیا توربین‌های چرنوبیل در هنگام قطع برق قادر به تولید برق کافی برای ادامه کار نیروگاه خواهند بود یا خیر.
نتیجه آن رآکتوری بدون کندکننده مناسب و از کنترل خارج شدن آن بود. بدون توانایی در کنترل رآکتور، دمای آن به حدی رسید که بیشتر از میزان حرارت خروجی طرح‌ریزی شده بود.حادثه زمانی آغاز شد که در ۱۰:۱۱ شب ۲۵ آوریل ۱۹۸۶ نیروگاه چرنوبیل دستور کاهش میزان قدرت رآکتور برای تست را دریافت و نیروگاه شروع به کاهش قدرت رآکتور شماره چهار تا ۵۰ درصد کرد.
چندین اشتباه واقعه مهلک چرنوبیل را رقم زد؛ با به تأخیر افتادن زمان آزمایش به مدت ۱۰ ساعت و با توجه به اینکه نیروگاه با قدرت ۵۰ درصد مشغول به کار بود، عنصر زنون در هسته رآکتور تولید گشت (در صورت کار با حداکثر توان، زنون تولید شده قبل از اینکه بتواند مشکلی ایجاد کند می‌سوزد ولی در این مورد به مدت ۱۰ ساعت زنون تولید شده و نمی‌سوزد) و هسته رآکتور به نوعی توسط عنصر زنون مسموم گردید. پس از ۱۰ ساعت تأخیر دستور انجام آزمایش صادر شد.
آنها به آرامی شروع به کاهش قدرت رآکتور کردند و همچنین کنترل اتوماتیک میله‌های کنترلی را نیز به حالت دستی بردند. سپس پمپ‌های آبی را که از برق شهر تغذیه می‌کرد را قطع کردند. در این بین با توجه به خروج میله‌های کنترل‌کننده قدرت رآکتور فقط آب و زنون هستند که رآکتور را متعادل نگه داشته‌اند. پس از قطع برق آب خنک‌کننده در اطراف هسته رآکتور شروع به بخار شدن می‌کند و همچنین با توجه به بالا رفتن دمای هسته زنون تولید شده نیز می‌سوزد. پس در نتیجه رآکتوری بدون کنترل‌کننده (آب، میله‌های کنترلی و زنون) باقی می‌ماند و در کسری از ثانیه تعادل رآکتور به هم ریخته و شروع به افزایش دما می‌کند.
متصدیان رآکتور کلیدی که برای بازگردانی تغییرات اعمال شده در رآکتور بود را فعال کردند ولی آنها خبر نداشتند که این کلید یک نقص مخرب دارد. این کلید در سیستم‌های هسته‌ای شوروی به نام AZ-5 شناخته می‌شد. نقص ذاتی موجود در این کلید در واقع از سر گرافیت میله‌های کنترلی سرچشمه گرفته بود، میله‌های کنترلی از عنصر بور هستند ولی سر آنها از گرافیت بود، گرافیت در دماهای بالا نه تنها باعث خنک شدن رآکتور نمی‌شود بلکه سبب افزایش واکنش پذیری آن نیز می‌شود. پس از فعال شدن کلید AZ-5، اولین چیزی که به هسته رآکتور وارد شد سر گرافیتی میله‌های کنترلی بود که باعث سر به فلک کشیدن فعل و انفعالات داخل آن گردید. در اثر گرمای زیاد میله‌های کنترلی کج شده و قسمتی که از جنس بور بود نتوانست وارد راکتور شود، گرافیت سر میله‌ها واکنش پذیری را افزایش داد بدون وجود هیچ کند کننده‌ای، در آخر فشار بخار آب درون هسته باعث بلند شدن کلاهک هزار تنی راکتور و در معرض هوا قرار گرفتن هسته‌ی راکتور گردید، با ورود هوا به درون هسته‌ی راکتور اکسیژن موجود در هوا و گرمای بیش از حد هسته باعث شعله‌ور شدن هوای اطراف آن و وقوع انفجار اولیه در اتاق کنترل بخار و هیدروژن شد.: 578 

### انفجار اولیه
در ۱:۲۳:۴۵ صبح یک انفجار اولیه پوشش هزار تنی فولادی بالای رآکتور را بلند و راه را برای خروج مقدار زیادی بخار آب هموار کرد و این مقدمه‌ای بود بر انفجار دوم.: 366 

### انفجار دوم
بلافاصله پس از انفجار اوّل، اکسیژن با هیدروژن ترکیب شده و حرارت گرافیت افزایش پیدا می‌کند. انفجار دوم سقف رآکتور را پاره می‌کند و ۲۵ درصد از تأسیسات ساختمان و کل هسته رآکتور را از بین برد. گرافیت (کندکننده) سوزان و مواد داغ هسته که در اثر انفجار بیرون ریخته بود، باعث ایجاد حدود ۳۰ آتش‌سوزی جدید شد، و این شامل سقف قیر اندود و قابل اشتعال واحد ۳ نیز می‌شد که مجاور واحد ۴ واقع شده بود. چرنوبیل از آن زمان به منطقه‌ای مخروبه تبدیل شده است.

## پیامدها
تعداد زیادی از کارکنان تأسیسات در عرض چند ساعت نشانه‌های مسمومیت پرتوی را نشان دادند. عده زیادی کارمند و آتش‌نشان که بدون محافظ مشغول به کار بودند، بیشتر بخاطر شروع آتش‌سوزی در سقف واحد ۳ بود که پیش‌بینی‌های ایمنی را نادیده گرفتند. عده افرادی که در بیمارستان‌ها بستری شدند، تا ساعت ۶ صبح به ۱۰۸ و تا پایان روز اول به ۱۳۲ نفر رسید.
پس از انفجار ابتدا محیط اطراف تأسیسات به امواج رادیواکتیو آلوده گشت و بعد به تدریج ابرهای آلوده به نواحی دورتر سرکشیدند و بارش باران سبب شد که بخش‌های وسیعی از اروپا به مواد رادیواکتیو آلوده شود. در اثر انفجار در رآکتور بلوک چهار تأسیسات اتمی چرنوبیل، مواد رادیواکتیو برای ساختن حدود صد بمب اتمی آزاد شدند. اگرچه در آن سال مقامات اتحاد شوروی سابق در آن زمان، پخش هر گونه خبری را در مورد این فاجعه به شدت ممنوع ساختند اما از نظر زیان‌های مالی و انسانی، حادثه چرنوبیل بدترین حادثه نیروگاه‌های هسته‌ای در جهان به‌شمار می‌آید.
در اثر فاجعه چرنوبیل قریب به ۵ میلیون نفر آسیب دیدند، حدود ۵ هزار مرکز مسکونی در بلاروس، اوکراین و فدراسیون روسیه با ذرات رادیو اکتیو آلوده شدند. از میان آنها، ۲۲۱۸ شهر و روستا با جمعیت حدود ۲٫۴ میلیون نفر در محدودهٔ اوکراین قرار داشتند، فاجعهٔ چرنوبیل جمعیت کشورهای مذکور را تحت‌الشعاع قرار داد. غیر از اوکراین، جمهوری بلاروس و فدراسیون روسیه، کشورهای فنلاند، سوئد، نروژ، لهستان، انگلستان و برخی کشورهای دیگر نیز اثرات فاجعه را احساس کردند.
عوامل اصلی فاجعه انجام آزمایش بدون فراهم بودن شرایط، سطح ناکافی ایمنی در رآکتور و اشتباهات پرسنل اعلام شد.: 24 
عملیات امحای نتایج فاجعه در نیروگاه چرنوبیل از تاریخ ۲۶ آوریل ۱۹۸۶ تحت ریاست کمیسیون دولتی شوروی آغاز شد. این عملیات از نیمهٔ دوم روز ۲۶ آوریل آغاز شد و تا سال ۱۹۹۱ ادامه یافت. در اولین گام یک منطقه انزوا در محدوده ۳۰ کیلومتری اطراف نیروگاه چرنوبیل تعیین شد. از ۲۷ آوریل سال ۱۹۸۶ حکومت اوکراین ساکنین شهرهای پریپیات و چرنوبیل، و روستاهای درونِ منطقه انزوای سی کیلومتری -حدود صد هزار نفر- را به خارج این محدوده انتقال داد.
پنهان کردن اطلاعات مربوط به فاجعه چرنوبیل باعث شکل‌گیری و گسترش شایعات باور نکردنی پیرامون نتایج فاجعه شد. ریاست شوروی از پذیرش همکاری بین‌المللی برای انجام عملیات امحای نتایج فاجعه هسته‌ای امتناع کرد. تنها در سال ۱۹۸۹ بود که حکومت شوروی از آژانس بین‌المللی انرژی اتمی به منظور ارزیابی کارشناسی عملیات امحا، درخواست کمک کرد. فاجعهٔ چرنوبیل وضعیت تشعشع در محدوده‌های بسیاری از کشورهای اروپایی را به شدت تغییر داد. این آلودگی، در ماه مه سال ۱۹۸۶ در تمامی کشورهای نیمکره جنوبی، در اقیانوس‌های آرام، آتلانتیک و منجمد شمالی مشاهده می‌شد.
با وجود گذشت سال‌ها از این حادثه، هنوز آثاری از مواد رادیواکتیو و جهش‌های ژنتیکی در مردم منطقه مشاهده می‌شود. در این میان می‌توان به ناقص شدن نوزادان در دو دهه اخیر، از قبیل بی‌دست و پا متولد شدن اشاره کرد. مقیاس این فاجعه بسیار بیشتر از آن بود که مقامات دولتی آن را اعلام می‌کردند. از رآکتور شماره چهار فقط اتم سدیم و پلوتونیوم، نبود که بیرون آمد، بلکه دروغی خطرناک‌تر از آن‌ها بود که مقامات سابق شوروی آن را اعلام کردند.
بر اساس گزارش‌های اعلام شده مقامات شوروی میزان استاندارد تشعشعات اتمی که یک انسان می‌تواند تحمل کند را در عدد پنج ضرب کرده بودند، که این جرمی بسیار بزرگ است. از پانصد هزار نفری که با حادثهٔ چرنوبیل مبارزه کردند، بیست هزار نفر مرده‌اند و دویست هزار نفر هم رسماً از کار افتاده اعلام شده‌اند. کسانی هم که زنده ماندند، از بیماری‌ها و سرطان‌های مربوط به تشعشعات اتمی رنج می‌برند. بسیاری از مردم اوکراین و حتی کشورهای همسایه به دلیل وجود ید رادیواکتیو به سرطان تیروئید دچار شدند.
شایان ذکر است که تشعشعات اتمی چرنوبیل همچنان پابرجا بوده و علی‌رغم ایزولاسیون نوین آن نمی‌توان از آن چشم‌پوشی کرد. آمار افزایش نرخ سرطان اوکراین هم گواه بر شرایط وخیم تشعشعات رادیواکتیو -که همچنان هم موجودند- می‌باشد.

## اقتباس‌ها
در سال ۲۰۱۹، شبکه اچ‌بی‌او مینی‌سریالی با نام چرنوبیل با موضوع این فاجعه ساخت که مورد استقبال منتقدان قرار گرفت.
این حادثه در صنعت بازی‌های ویدیویی نیز توسط شرکت اینفینیتی وارد اقتباس شد و در یکی از اپیزودهای بازی ویدئویی ندای وظیفه ۴: جنگاوری نوین نیز مورد استفاده قرار گرفت. همچنین مستند ساعت صفر و مستند فاجعه چرنوبیل از شبکه بی‌بی‌سی و مستند نبرد چرنوبیل و کتاب صداهایی از چرنوبیل بر گرفته از این فاجعه هستند. بعدتر فیلمی با نام چرنوبیل: پرتگاه در ژانر فاجعه به کارگردانی دانیلا کوزلوفسکی محصول سال ۲۰۲۱ کشور روسیه ساخته و منتشر شد.